# 二階堂百合
二階堂百合（日语：二階堂ゆり，1988年12月26日—），日本前AV女優。

## 簡歷
2016年6月自AV界出道。
2018年1月1日在官方部落格上宣布移到新的事物所（ファーストプロモーション）。
2018年8月引退。

## 人物
出身於東京都，屬於高身材的巨乳熟女系AV女優。
藝名「二階堂」來自於製作燒酒的二階堂酒造。
初體驗是在17歲。